# Ромель Кіото
Ромель Кіото (ісп. Romell Quioto, нар. 2 серпня 1989, Балфате) — гондураський футболіст, нападник клубу «Олімпія» та національної збірної Гондурасу.

## Клубна кар'єра
Вихованець клубу «Уніон Аякс», в якому грав разом зі своїм братом Логаном.
У дорослому футболі дебютував 2009 року виступами за команду «Віда» з Ла-Сейби. У вищій лізі Гондурасу дебютував 7 березня 2010 року в матчі з клубом «Реал Хувентуд» з Санта-Барбари, в якому «Віда» здобула перемогу 4:1, причому один з голів забив Кіото. За підсумками сезону клуб посів третє місце в лізі, після чого повторив це досягнення рік потому, в чемпіонаті 2011 року.
У травні 2012 року приїхав на перегляд до краківської «Вісли». У липні був орендований польською командою на рік, з опцією першого викупу. У «Білій зірці» дебютував 11 серпня, в матчі на Кубок Польщі з любонським КС (5:0). До кінця року гондурасець зіграв у 9 матчах Екстраклясси, після чого по завершенні останнього осіннього туру польський клуб достроково розірвав угоду оренди і Кіото повернувся в «Віду», де провів ще півтора року.
На початку 2014 року Ромель перейшов до складу столичної «Олімпії», з якою тричі вигравав Клаусуру. Наразі встиг відіграти за клуб з Тегусігальпи 66 матчів в національному чемпіонаті.

## Виступи за збірну
Виступав за молодіжні збірні Гондурасу до 20 та до 23 років. У 2012 році Кіото був включений до складу збірної Гондурасу до 23 років, для участі у відбірковому турнірі до Олімпійських ігор у Лондоні. Першу гру провів у програному 0:3 матчі з олімпійською збірною Мексики, а потім грав також і у фінальному матчі за путівку з цією ж командою, в якій записав гол на свій рахунок. Його команда програла 1:2, але пройшла на олімпійський турнір. У червні потрапив у розширений список з 22 гравців, для олімпійського турніру, але не потрапив до остаточного складу збірної на Олімпіаду. Натомість через чотири роки, як один з трьох гравців віком понад 23 роки, захищав кольори олімпійської збірної Гондурасу на Олімпійських іграх 2016 року у Ріо-де-Жанейро.
29 лютого 2012 року дебютував в офіційних іграх у складі національної збірної Гондурасу в товариському матчі проти збірної Еквадору, програному Гондурасом з рахунком 0:2, в якому вийшов на поле на 62 хвилині, замінивши Ентоні Лосано. Перший гол за збірну забив 10 лютого 2016 року в товариському матчі зі збірною Гватемали.
У складі збірної був учасником розіграшу Золотого кубка КОНКАКАФ 2015 року у США і Канаді.
Наразі провів у формі головної команди країни 20 матчів, забивши 2 голи.